# 马厂镇 (长治市)
马厂镇，是中华人民共和国山西省长治市潞州区下辖的一个乡镇级行政单位。2021年4月1日，撤销长北街道，整建制并入马厂镇。

## 行政区划
截至2021年末，马厂镇下辖5个社区及20个行政村：
三局一处社区、太锯社区、漳电社区、铁路社区、合成社区、高庄村、漳移村、王公庄村、泽头中心村、台上村、上韩村、马庄村、凹里村、富村、张公庄村、马厂村、张庄村、李村沟村、李村、坟上村、临漳村、交漳村、安昌村、安阳村和故驿村。